# Покровское (село, Москва)
Покровское — село в Троицком административном округе Москвы (до 1 июля 2012 года было в составе Подольского района Московской области). Входит в состав поселения Вороновское.

## История
В середине XVII века селом владел боярин Родион Матвеевич Стрешнев. После эпидемии чумы сюда были переселены часть людей из другой его вотчины — села Полтева Ярославского уезда.
В XVIII веке носило название село Покровское на Мо́че, входило в состав Вороновской волости Подольского уезда.
Усадьба основана в первой трети XVIII века стольником И. Р. Стрешневым и далее владел его род. В конце столетия братья графы И.А. и Ф. А. Остерманы. В середине XIX века генерал П. М. Толстой. В 1890 и 1911 годах граф П. П. Голенищев-Кутузов-Толстой.
В 1720—1726 годах на средства И. Р. Стрешнева в селе был построен Покровский храм (в настоящее время относится к соседней деревне Юдановке), с колокольней 1862 года (трапезная перестроена в 1781 году). Сохранились остатки липового парка с прудами. Главный дом XVIII века утрачен в середине XX века. С 1998 года здесь учреждена и обустраивается женская община. Около церкви имеются старинные надгробия.
В 1899 году в селе проживало 34 человека.

## Население
Согласно Всероссийской переписи, в 2002 году в селе проживало двое мужчин. По данным на 2005 год в селе проживало 4 человека.

## Расположение
Село Покровское расположено примерно в 65 км к юго-западу от центра Москвы. Рядом с селом проходят Калужское шоссе и Варшавское шоссе. Ближайшие населённые пункты — посёлок ЛМС и деревня Юдановка.

## Достопримечательности
- Церковь Покрова Пресвятой Богородицы — памятник архитектуры федерального значения[8].